# 아시포비치

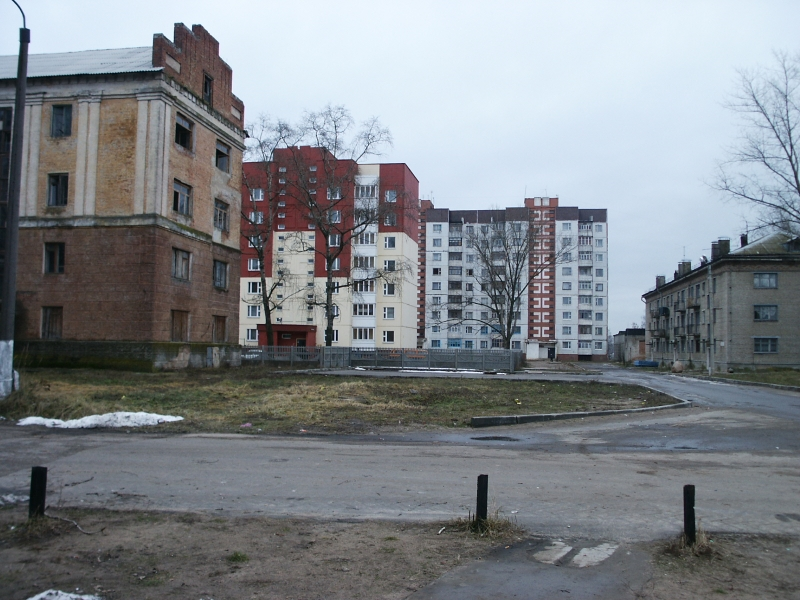

아시포비치(벨라루스어: Асiповiчы/Asipovičy, 러시아어: Осипо́вичи, 폴란드어: Osipowicze)는 벨라루스 마힐료우 주에 속한 인구 3만 5200명의 도시이다. 마힐료우에서 남쪽으로 136km, 민스크 - 호멜간 고속도로에서 북쪽으로 3km의 위치에 있다. 시비슬라치 강에 수력 발전소가 있다.